# 笹井トシオ
笹井 トシオ（ささい としお、 1991年1月7日 - ）は、日本のDJ、精神科医。

## 人物
京都府出身。聖マリアンナ医科大学卒業。
大学在籍中にUKレコードホップ文化の影響を受けDJとしての活動を始める。1950年代、1960年代の音楽を好み、ロカビリー・ガレージパンクなど数々のイベントにゲスト出演。2014年より続く音楽イベント、BLAST JAMS!!を主催している他、BLAST RECORDSを運営している。７インチレコード収集家。
特に同世代のロックミュージシャンとの親交が深く、数々のイベントで共演を果たす。
また精神科医としても活動をしている。

## 略歴
2014年より自身の音楽イベント、BLAST JAMS!!を幡ケ谷ヘビーシックで開始。2016年より下北沢THREEに場所を移し同イベントを開催。
2017年よりtakuma・ヒラノツヨシ・ゴーゴージュリー・Shinyah・WOODCHUCKと共にBLAST JAMS!! DJ crewとして活動。
2018年よりBLAST RECORDSを設立し、親交のあるバンド、ザ・スロットル・THE TOKYO・THE NUGGETS・JOHNNY PANDORAの７インチシングルレコードを立て続けに発売。
2019年、BLAST JAMS!!2020を恵比寿リキッドルームで行うことを発表(後にコロナウイルス感染症の影響で延期が発表)
2020年、1年に渡ってメディアEYESCREAMにて自身とBLAST JAMS!!2020に出演するアーティストの対談連載開始。
2021年1月7日に自身初となる1st mix CDを発売。

## メディア
- EYESCREAM 『WORLD FAMOUS BLAST JAMS!! CREW-2020年、ヴィンテージミュージックの革命を追う-』
  - Vol.1 About BLAST JAMS!! CREW https://eyescream.jp/culture/57897/（2020/1/3）
  - Vol.2 Talk Session with Tokyo Rockin’ Crew&NIGHT FOX CLUB https://eyescream.jp/culture/58851/ (2020/2/12)
  - Vol.3 Talk Session with THE THROTTLE https://eyescream.jp/culture/59990/ (2020/2/25)
  - Vol.4 Talk Session with Drop’s https://eyescream.jp/music/63919/ (2020/4/16)
  - Vol.5 Talk Session with THE NUGGETS https://eyescream.jp/music/64316/ (2020/4/27)
  - Vol.6 Talk Session with submarine dog https://eyescream.jp/music/66956/ (2020/5/25)
  - Vol.7 Talk Session with JOHNNY PANDORA https://eyescream.jp/music/68189/ (2020/6/23)
  - Vol.8 Talk Session with RESERVOIR https://eyescream.jp/music/71499/ (2020/7/29)
  - Vol.9 Talk Session with THE TOKYO https://eyescream.jp/music/72970/ (2020/8/31)
  - Vol.10 Talk Session with ALI https://eyescream.jp/music/72970/ (2020/10/2)
  - Vol.11 Talk Session with 999999999 https://eyescream.jp/music/76904/ (2020/10/9)
  - Vol.12 FINAL! BLAST JAMS!!2020 REPORT https://eyescream.jp/music/77777/ (2020/10/27)
- EYESCREAM 『BLAST JAMS!!年末スペシャルパーティー開催　1月7日には笹井トシオの1st mix CDが発売に』https://eyescream.jp/music/82290/ (2020/12/18)
- HOUYHNHNM 『今年の音〜2020年に聴いた曲〜』 https://www.houyhnhnm.jp/feature/420862/ (2020/12/26)